# Aguilera (Vulkan)
Der Aguilera ist ein Stratovulkan in den südlichen chilenischen Anden. Seine Höhe beträgt 2546 m. Geochemische Analysen deuten darauf hin, dass der dazitische Vulkan die Quelle einer ausgedehnten Tephra-Ablagerung ist, welche vor etwa 3600 Jahren entstand.